# Aspidosperma araracanga
Aspidosperma araracanga é uma espécie de plantas com flores. Marc descreveu primeiro. -ferr.. Aspidosperma araracanga pertence à família Aspidosperma, e família Apocynaceae.
Este tipo de planta é encontrado em:
- Peru
- norte do Brasil
  - Pará
  - Amazonas
- Venezuela
  - Amazonas

Não há tipos listados como este.